# Neuvéglise-sur-Truyère
Neuvéglise-sur-Truyère is een gemeente in het Franse departement Cantal (regio Auvergne-Rhône-Alpes). De plaats maakt deel uit van het arrondissement Saint-Flour. Neuvéglise-sur-Truyère is op 1 januari 2017 ontstaan door de fusie van de gemeenten Lavastrie, Neuvéglise, Oradour en Sériers. Neuvéglise-sur-Truyère telde op 1 januari 2022 1.689 inwoners.

## Geografie
De oppervlakte van Neuvéglise-sur-Truyère bedroeg op 1 januari 2022 125,23 vierkante kilometer; de bevolkingsdichtheid was toen 13,5 inwoners per km².
De onderstaande kaart toont de ligging van Neuvéglise-sur-Truyère met de belangrijkste infrastructuur en aangrenzende gemeenten.

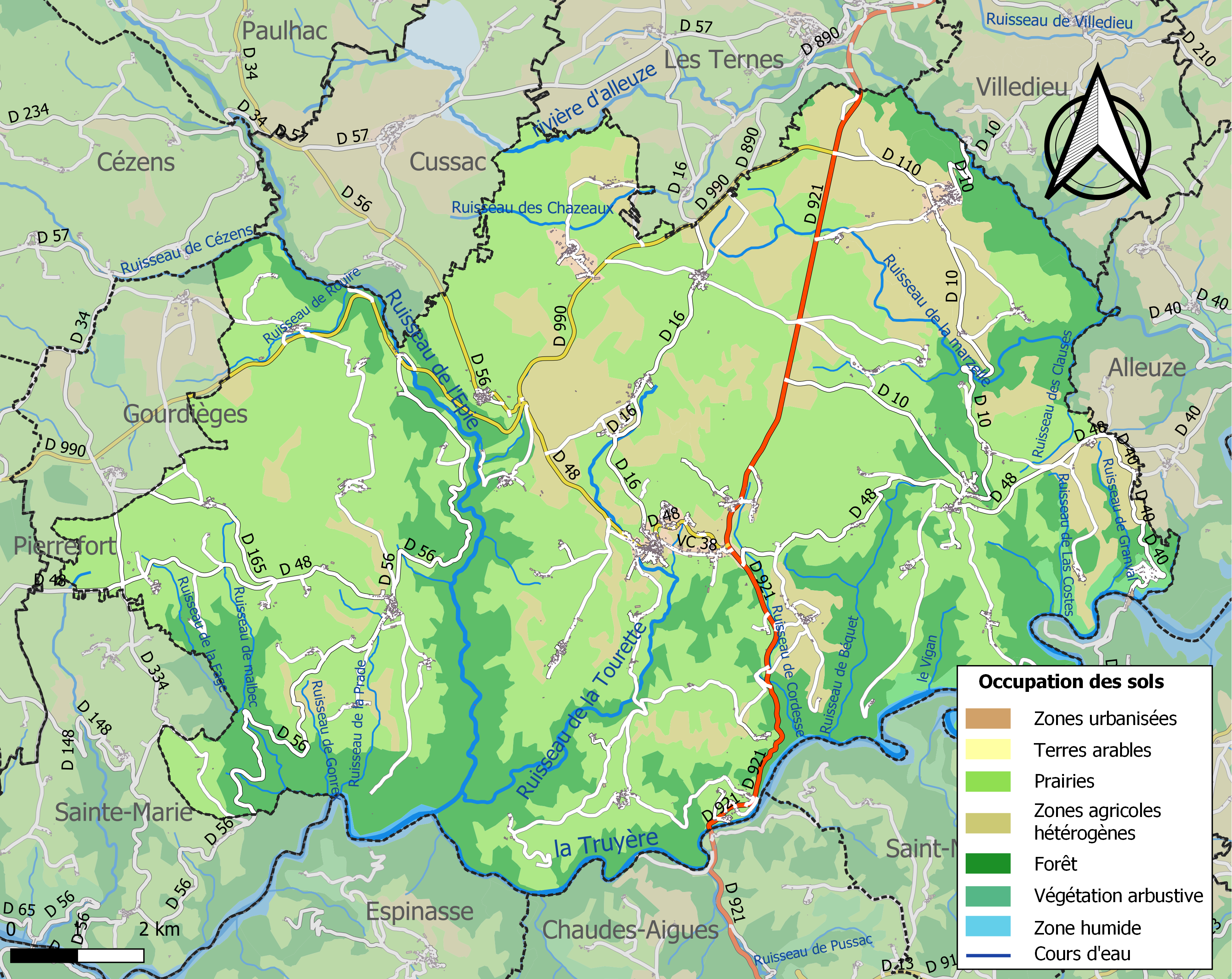